# 143 г. пр.н.е.
143 (сто четиридесет и трета) година преди новата ера (пр.н.е.) е година от доюлианския (Помпилийски) римски календар.

## Събития

### В Римската република
- Консули са Апий Клавдий Пулхер и Квинт Цецилий Метел Македоник.
- Консулът Метел е изпратен в Испания, за да се сражава с вожда Вириат, а Пулхер ръководи кампания срещу племето саласи.[1]
- По предложение на Тит Дидий е приет Lex Didia sumtuaria, който разширява района на действие на по-ранния Lex Fannia sumtuaria върху цяла Италия и определя наказания за гостите на пиршества, които не спазват нормите на закона.[2]

### В Азия
- Йонатан Хасмоней е убит от Диодот Трифон. Симон Хасмоней става владетел и първосвещеник на Юдея.[3]

## Родени
- Марк Антоний Оратор, римски политик и оратор (умрял 87 г. пр.н.е.)

## Починали
- Йонатан Хасмоней, владетел на Юдея от династията на Хасмонеите

Бележки: